# كازوهيكو كوراتا
كازوهيكو كوراتا هو مجدف ياباني، ولد في 8 أكتوبر 1967 في توتشيغي في اليابان.

## وصلات خارجية
- كازوهيكو كوراتا على موقع الاتحاد الدولي للتجديف (الإنجليزية)
- كازوهيكو كوراتا على موقع اللجنة الأولمبية الدولية (الإنجليزية)
- كازوهيكو كوراتا على موقع أوليمبيديا (الإنجليزية)